# Jean Warland

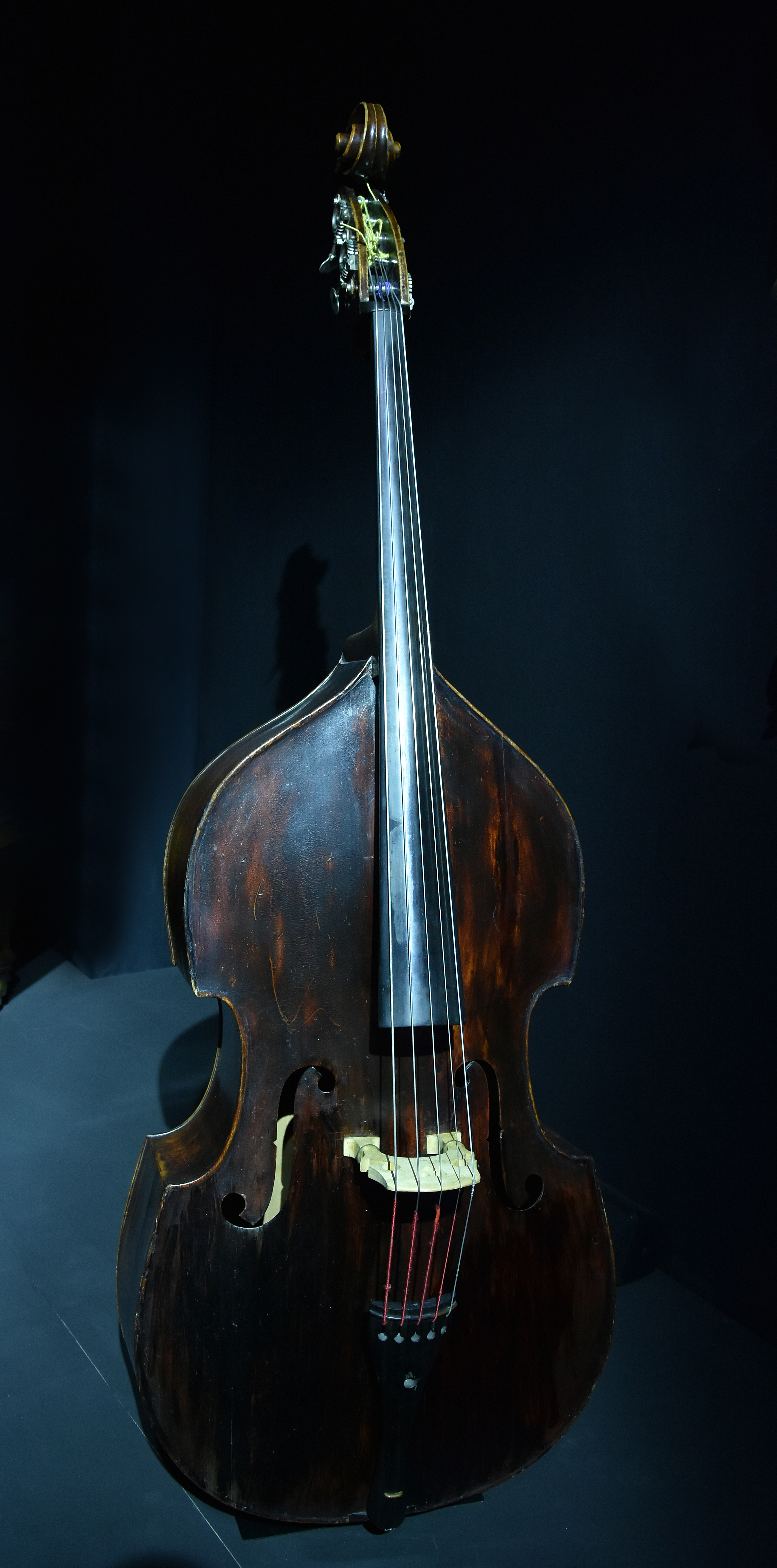
De contrabas van Jean Warland, bewaard door de Koning Boudewijnstichting in het Muziekinstrumentenmuseum (Brussel)

Jean Warland, geboren als Jean Vanden Heuvel (Brussel, 23 oktober 1926 – nabij Keulen, 17 juni 2015) was een Belgisch jazzbassist, -componist en -arrangeur. Hij wordt beschouwd als een van de grote Europese contrabasspelers van moderne jazz van zijn generatie.

## Leven
Warland leerde als kind eerst accordeon. In 1948 behoorde hij tot het septet van Bill Alexandre, dat in de Parijse Boeuf sur le Toit optrad, en een van de vroege bebop-formaties van de Europese jazz was. In de late jaren 1940 speelde hij ook in het Toots Thielemans Quartet, met Francis Coppieters en John Ward (1949), en in de orkesten van Jean Omer, Fud Candrix, Francis Bay, Jean Robert, Gus Deloof, Bobby Naret, Stan Brenders en Jack Sels. Tijdens de jaren vijftig werkte hij vervolgens vooral als sessiemuzikant, onder meer met Stéphane Grappelli, Michel Legrand, Léo Souris en Sacha Distel. In Parijs speelde hij ook in het grote orkest van Jacques Helian, waar hij Fats Sadi en Kenny Clarke ontmoette, met wie hij voor vele jaren zou samenwerken. Warland is te horen op opnamen uit die tijd van Lee Morgan, Martial Solal, J. J. Johnson, Lucky Thompson, Allen Eager, Henri Renaud en Billy Byers. Hij toerde met Caterina Valente in Japan en Latijns-Amerika, en trad op in de Parijse Olympia.
In 1962 werd hij lid van het RIAS Dance Orchestra in Berlijn en maakte opnames onder eigen naam voor Telefunken. Van 1967 tot 1992 woonde hij in Keulen, waar hij speelde met Kurt Edelhagen en vervolgens met de WDR Big Band. Hij werkte met Charly Antolini (In the Groove, 1972), Dieter Reith, de Kenny Clarke / Francy Boland Big Band, Günter Noris en Werner Twardy, en nam deel aan concerten van Dizzy Gillespie en Mike Longo. In een kleinere formatie van Francy Boland en Kenny Clarke speelde hij met gastmuzikanten als Don Byas, Fats Sadi, Ronnie Scott, Johnny Griffin, Tony Coe, Eddie Lockjaw Davis en de verschillende gastsolisten van de WDR Big Band. Bij zijn terugkeer in België speelde hij met Mary Kay, Nathalie Loriers, Sadi, Michel Herr, Richard Rousselet, Toots Thielemans, Félix Simtaine, Al Goyens en de BRT Big Band. Zijn composities werden gespeeld door de ACT Big Band. In 1997 was hij met het Brussels Jazz Orchestra te gast op het Jazz Middelheim Festival in Antwerpen voor een eerbetoon aan Francy Boland. In 1998 werd hij bekroond met de Belgische Django d’Or speciale prijs voor zijn levenswerk.

## Discografie (selectie)
- Jean Warland & Fabrice Alleman: The Duet (Igloo, 2009)
- Kenny Clarke: Kenny Clarke Sextet Plays André Hodeir (Philips, Emarcy, 1956)
- Kenny Clarke/Francy Boland Big Band: Three Latin Adventures (MPS, 1988)
- Dusko Goykovich: Belgrade Blues (Cosmic Sounds, 1961-66)
- Dieter Reith: Join Us (1979)
- Toots Thielemans: Just Friends (Jazz Line, 1986)